# レインフロー法
レインフロー法（レインフローほう）とは、不規則な繰り返し変動荷重を受ける機械や構造物などにおいて、疲労寿命を予測するための応力頻度あるいはひずみ頻度の計数法の一つ。1968年に九州工業大学の遠藤達雄らによって発表された。レインフロー計数法などとも呼ばれ、雨だれ法と呼ぶ場合もある。英語では"rainflow counting"や"rainflow counting method"、"rainflow counting algorithm"などと呼ぶ。
遠藤によれば、大阪大学の菊川真が紹介していたレンジペア法をもとにレインフロー法を思いついたという。1972年にステファン・ダウニングらによりアメリカで紹介され、日本よりも先にアメリカで広まった。遠藤らによって発明された後にも、遠藤ら自身、さらに他の研究者によっても改良がなされてきている。頻度計数法には他の種類も存在するが、その中でも特に広く用いられている。

## 特徴
レインフロー法では、変動荷重によるひずみの時間変化を建物の屋根に見立て、屋根を流れる水（雨だれ）の経路を考える。その雨だれの経路から、疲労寿命に寄与する応力あるいはひずみの大きさ（振幅・範囲）とその発生回数（繰返し数）を決定する。他の計数法と同様に、得られた応力またはひずみと線形累積損傷則を組み合わせることで、疲労破壊まで寿命（負荷繰り返し数）を予測する。
振幅・範囲と繰返し数の計数の仕方に、材料の応力-ひずみ曲線が示すヒステリシスループと自然な対応関係を持つのがレインフロー法の特徴の1つである。応力-ひずみ曲線のヒステリシスループに対応させた計数法は他にも存在するが、荷重振幅が単調に増加あるいは減少し続ける場合ではヒステリシスループが閉じないため、計数法が成立しない場合が存在する。レインフロー法では、そのようなループが閉じない部分も計数可能となっている。
頻度計数法の中でも特に優秀で、広く用いられている。ASTM規格の「ASTM E1049-85」では、標準的応力頻度計数法の一つとしてレインフロー法が整備・規格化されている。日本鋼構造協会の『鋼構造物の疲労設計指針』では、応力頻度計数法として「レインフロー法またはこれと同等の結果が得られる応力範囲頻度分布解析方法」を推奨している。

## 計数手順
| 雨だれの経路 | ひずみ範囲 | 計数上の繰返し数 |
| 0 → 1        | ε1 − ε0    | 0.5              |
| 1 → 2        | ε2 − ε1    | 0.5              |
| 2 → 3        | ε2 − ε3    | 0.5              |
| 3 → 6        | ε3 − ε6    | 0.5              |
| 4 → 5        | ε5 − ε4    | 1.0              |
| 6 → 9        | ε9 − ε6    | 0.5              |
| 7 → 8        | ε7 − ε8    | 1.0              |

レインフロー法の例。横軸がひずみ、縦軸が時間で上から下へ向かって時間が経過する。ひずみは左側が負、右側が正とする。ジグザグの黒線はひずみの時間変化を示している。青線がレインフロー法にもとづいて流れる「雨だれ」である。

ひずみの時間変化が与えられたとき、レインフロー法では以下のような手順で疲労寿命に有効な成分を計数する。
- 前提条件

1. ひずみの変化を横軸に、時間経過を下向きに取り、ひずみ波形の尖頭値（ピーク値）を直線で結び、例図のようなグラフを考える。このグラフを多重になった屋根と見なす。
2. 屋根の付け根（例図において番号が振ってある箇所）から、雨だれが流れ落ちるとする。
3. 上の方の屋根付け根から先に、雨だれが流れ始めるとする。
4. 流れる雨だれは下記の停止条件が満たされるまでは、別の屋根に落ちた後でも流れ続けるとする。
5. ある付け根からの雨だれが停止したら、1つ下の付け根（例図の場合は次の番号）から、次の雨だれが流れ始めるとする。

- 右向きに流れる雨だれの停止条件

1. その雨だれの開始地点の屋根付け根よりも、さらに左側に位置する付け根が出てきたら、その雨だれは停止する。（例図における0から流れる雨だれは、0よりも左にある2が出現したところで停止）
2. または、同じ屋根の面を先行の雨だれが流れていたら、その雨だれは先行の雨だれとぶつかった時点で停止する。（例図における8から流れる雨だれは、先行する6からの雨だれにぶつかったところで停止）

- 左向きに流れる雨だれの停止条件

1. その雨だれの開始地点の屋根付け根よりも、さらに右側に位置する付け根が出てきたら、その雨だれは停止する。（例図における1から流れる雨だれは、1よりも右にある3が出現したところで停止）
2. または、同じ屋根の面を先行の雨だれが流れていたら、その雨だれは先行の雨だれとぶつかった時点で停止する。（例図における5から流れる雨だれは、先行する3からの雨だれにぶつかったところで停止）

- 雨だれ経路から有効成分を計数

1. 各雨だれの開始地点から停止地点までのひずみ変化分が、疲労に寄与する有効ひずみ範囲（全振幅）として計数される[注釈 1]。（例図の3から6までの雨だれの場合、Δε3–6 = |ε3 − ε6| が有効ひずみ範囲として計数される ）
2. 各雨だれの疲労繰り返し数は、1/2サイクルとして計数される[注釈 2]。

上記の計数手順は、一般的に知られている屋根を伝う雨だれの比喩を用いた計数手順で説明した。「ASTM E1049-85」や遠藤らの「P/V差法」では雨だれの比喩を使わずに厳密な計数手順を与えている。

### 応力-ひずみ曲線との関係

レインフロー法による計数と応力-ひずみ曲線との関係を示す例

レインフロー法の特徴として、変動荷重を受けている材料の応力-ひずみ曲線と自然な対応関係を持つことが挙げられる。上記で説明した計数手順は、材料中の応力とひずみの関係を示す応力-ひずみ曲線と次のように関連付いている。
停止条件2が満たされて停止した雨だれは、必ず同じひずみ範囲の雨だれが1つ上の屋根に存在するので、そのひずみ範囲のサイクル数は、1/2サイクル + 1/2サイクル = 1サイクルとなる。例図の経路「2 → 3 → 2' 」はこの条件を満たす部分となっている。このときの応力-ひずみ曲線は、「2 → 3 → 2' 」で閉じたヒステリシスループが形成されている。
一方、停止条件1が満たされる、例図の経路「0 → 1」「1 → 4」「4 → 5」では、応力-ひずみ曲線は閉じたループを形成していない。既に説明したように、このような場合は、それぞれのひずみ範囲は1/2サイクルとして計数される。レインフロー法の土台となったレンジペア法や、その他の閉じたヒステリシスループを前提とした計数法では、閉じたヒステリシスループを形成しない範囲を計数できない欠点がある。これらに対してレインフロー法では、この問題を考慮し、閉じたヒステリシスループを形成していないひずみ範囲は1/2サイクルで計数することで解決している。